# Любовник на пять дней
«Любо́вник на пять дней» (фр. L'Amant de cinq jours, итал. L'Amante di cinque giorni) — романтическая комедия 1961 года.

## Сюжет
Молодая британка Клер живёт в Париже со своим чересчур добропорядочным мужем Джорджем и двумя малышами. Однажды на показе мод её подруги-модельера Мадлен она знакомится с молодым галантным французом Антуаном. Несмотря на то, что он принадлежит Мадлен, Клер удаляется вместе с ним на его холостяцкую квартиру. Она встречается с любовником пять раз в неделю, а выходные проводит дома с детьми и мужем. Мадлен, узнав о их связи, устраивает вечеринку и приглашает на неё подругу, её мужа и своего неверного любовника. В итоге щекотливая ситуация разрешается благополучно — Мадлен получает обратно Антуана, успевшего наскучить подруге, а Клер выясняет, что Джордж готов закрывать глаза на её мелкие интрижки, коль скоро выходные она проводит с ним.

## В ролях
- Жан-Пьер Кассель — Антуан
- Джин Сиберг — Клер
- Мишлин Прель — Мадлен
- Франсуа Перье — Джордж
- Марчелла Ровена — мадам Шану